# حسین‌آباد زیرکی
حسین‌آباد زیرکی، روستایی از توابع بخش مرکزی شهرستان جیرفت در استان کرمان ایران است.

## جمعیت
این روستا در دهستان اسلام‌آباد قرار دارد و براساس سرشماری مرکز آمار ایران در سال ۱۳۸۵، جمعیت آن 122 نفر (۸خانوار) بوده‌است.